# Единение и прогресс
Единение и прогресс (осман. إتحاد و ترقى‎ / İttihâd ve Terakkî, тур. İttihat ve Terakki) — политическая партия турецких националистических революционеров — младотурок. Основана 21 мая 1889 года под названием «Общество османского единства». Позже объединилась с парижской группой младотурок и была переименована в «Османское общество единения и прогресса».
Основные цели — смещение режима личной власти султана Абдул-Хамида II, восстановление конституции 1876 года, созыв парламента и последующая националистическая унификация Османской империи на пантюркистской основе.
В результате вооружённого переворота 23 июля 1908 года была провозглашена конституция, общество пришло к власти и затем было преобразовано в партию.
В начале 1913 года всю власть в партии и в стране захватил «триумвират» — Энвер-паша, Талаат-паша и Джемаль-паша. Они же впоследствии стали главными инициаторами и организаторами геноцида армян.
После поражения Турции в Первой мировой войне, 19 октября 1918 года состоялся последний съезд партии, на котором было официально заявлено о её самороспуске и создании новой партии — «Теджаддуд» («Возрождение»).
Однако после вступления войск союзников в Стамбул лидеры иттихадистов бежали за границу.
В 1919—1920 годах в Стамбуле прошёл судебный процесс над членами ЦК партии. Суд заочно приговорил главных военных преступников и организаторов геноцида армян к смертной казни, но большинство из них избежало кары. Приговор суда в отношении некоторых лидеров партии неформально был приведён в исполнение армянскими народными мстителями.
В 1926 году был раскрыт заговор против Ататюрка, в котором участвовали бывшие лидеры «Единение и прогресс». Четверо из них (Назым, Джавид, Абдул-Кадыр, Кара Кемаль) были приговорены анкарским «судом независимости» к смертной казни, а партия «Единение и прогресс» осуждена как реакционная и антинациональная организация.